# Pohorilivka, Kroleveț
Pohorilivka (în ucraineană Погорілівка) este un sat în comuna Obtove din raionul Kroleveț, regiunea Sumî, Ucraina.

## Demografie
Componența lingvistică a localității Pohorilivka
     Ucraineană (100%)
Conform recensământului din 2001, toată populația localității Pohorilivka era vorbitoare de ucraineană (100%).